# Алиса Босконович
Алиса Босконович (яп. アリサ・ボスコノビッチ Ариса Босуконобитти) — героиня серии видеоигр в жанре файтинг Tekken от компании Bandai Namco Games. Впервые Алиса появляется в Tekken 6: Bloodline Rebellion — аркадном обновлении Tekken 6. Является роботом-гиноидом со съёмными частями тела. Она была создана доктором Босконовичем по образу его умершей дочери. Вместе с Ларсом Александерссоном являются главными героями в режиме «Кампания», доступном только для консольных версий Tekken 6, и ключевыми героями в режиме «Сага о семье Мисима» в Tekken 7, доступном в версиях игры для консолей и ПК.

## Дизайн персонажа

### История создания
В интервью режиссёр и генеральный продюсер Tekken Кацухиро Харада сказал: «Алиса весьма популярна за рубежом. Лично я не думал, что у неё будут поклонники. Обычно мы проводим исследования для новых персонажей, но Алиса была той, которую мы создали, основываясь на отзывах штатного персонала. На самом деле, мы хотели персонажа с бензопилами на руках». Сценарист Даи Сато спросил: «Случайно не под влиянием Эша?» Харада ответил: «Совершенно верно. (Смеётся) Я большой поклонник „Зловещих мертвецов“ Сэма Рэйми. Я просто не думал, что Алиса будет такой популярной, учитывая её огромные отличия от других персонажей».

### Устройство
Скелет Алисы сделан из карбида вольфрама, а подкожная оболочка состоит из титана и обеднённого урана. Само тело покрыто искусственной кожей, а грудь служит амортизатором при ударах. Внутри у неё имеется складной ранец в виде металлических крыльев с реактивным двигателем, позволяющим ей летать, также в области икроножных мышц у неё расположены двигатели, позволяющие значительно ускорять движения при атаке ногами и маневрировать в полёте. Руки и голова могут отсоединяться от тела и быстро регенерироваться. В кистевые части рук у неё встроены бензопилы, в локтевые — ракеты, которыми она может стрелять по противнику, а в голову — взрывное устройство, которое срабатывает при отсоединении. В пальцы на руках встроены соединительные кабели для подсоединения к компьютерам. Тело Алисы способно быстро вращаться, выполняя серию ударов руками. В устройстве Алисы имеется радиолокационная система, позволяющая распознавать объекты на расстоянии, и встроенная компьютерная база данных, работающая от сети дзайбацу «Мисима». Также в устройстве предусмотрены функции, имитирующие человеческие эмоции и рефлексы, например, вскрикивание от боли, испуг и так далее. Также она может выполнять свойственные человеку действия: принимать пищу, пускать слёзы и так далее. Устройство Алисы подзаряжается от электричества с помощью розетки.

### Внешний вид
Алиса одета в платье омбре, переливающееся из розового в фиолетовый цвет, обвитое поясом, в который вшиты бриллианты и искусственные розы. На руках у неё белые перчатки, в нижней части одета в чёрные шорты и чулки, обута в белые ботинки. Элементы наряда и расцветка нарочито не сочетаются друг с другом и расположены спонтанно. На голове у Алисы причёска боб-каре со скошенной влево чёлкой и завитыми розовыми локонами, справа — волосы тёмно-розового цвета, в которые вкреплены три маргаритки. Глаза у неё зелёные, но могут становиться красными, когда она переходит под управление Дзина Кадзамы.
Альтернативным костюмом в Tekken 6 является русский сарафан (северный вариант) — белая рубаха и красный сарафан с золотистой вышивкой, красные ботинки. В Tekken 7 новым костюмом является полностью покрывающая тело металлическая оболочка белого цвета с изолиниями оливкового цвета и такого же цвета юбкой с циановой прессировкой под ней, на торсе расположены розовые ромбики. На голове вместо маргариток по четыре шипованной заколки оливкового цвета справа и слева. На спине — металлический складной ранец оливкового цвета с длинными шипами.
В Tekken 8 у Алисы слегка подросшие розовые волосы с аксессуаром на голове. Одета в платье с белым воротником и рваной юбкой, правая часть которого бирюзового цвета с чёрным лоскутом и перьями, а левая — сине-зелёного. На руках съёмные рукава малинового цвета и чёрные короткие перчатки, на ногах — малиновые чулки и чёрные балетки. На поясе вшита фиолетовая роза. В руки встроены бензопилы треугольной формы.
В раннем, неутверждённом варианте дизайна Алиса имела фольклорный внешний вид: длинные русые волосы, правый глаз красный, левый — зелёный, одета в русский сарафан, обута в золотистые сапоги, на голове красный платок, в который вшиты орхидеи, на запястьях цветки. В другом варианте у Алисы был милитаристский внешний вид: волосы оливкового цвета, причёска боб-каре, металлическая оболочка оливкового и серебристого цветов, красный галстук, на голове коричневый берет. В ещё одном концепт-арте у Алисы длинные каштановые волосы, фиолетовые блузка, юбка, сапоги и перчатки, на спине металлические крылья, похожие на птичьи.

## Игровой процесс
Алиса является роботом-гиноидом; многие движения, в том числе атаки, выполняются с помощью складных реактивных ранцев в виде крыльев на её спине и ракет на ногах. Она также способна выпускать из рук пилы, а все её конечности являются съёмными — они мгновенно отрастают, когда отваливаются во время специальных атак, таких как: снятие собственной головы и использование её в качестве оружия или самодельного взрывного устройства без каких-либо негативных последствий для Алисы, и атаки, в которых руки Алисы отрываются от локтей и летят в противника как ракеты. На официальном сайте серии боевой стиль был назван «особым». В Tekken Revolution и Tekken 7 её боевой стиль назван «боем высокой подвижности с маневренным двигателем».
В корейской версии Tekken 6 и Tekken 7 пилы Алисы заменены на энергетические лучи, которые схожи со световыми мечами; голова при отсоединении заменяется на мяч, а конечности при атаке не отсоединяются.

### Техника
Алиса — одна из самых лёгких в освоении персонажей в игре. Она относится к персонажам, ориентированным на тактику и методичный стиль ведения боя, основанных на тычковых ударах — одиночных ударах с дистанции с разных углов, вынуждающих противника ошибаться и вскрывающих его оборону. Алиса также является одной из самых подвижных персонажей в игре — у неё один из лучших сайд-степов и бэк-дэшей, позволяющих быстро уворачиваться от ударов и контратаковать, а также широкие возможности для быстрого разрыва дистанции благодаря реактивному двигателю на спине. Неожиданный переход в «разрушающее состояние» во время атаки позволяет ей неожиданно для противника атаковать бензопилами, нанося большой урон и дезориентируя в бою.

## Появление

### СерияTekken

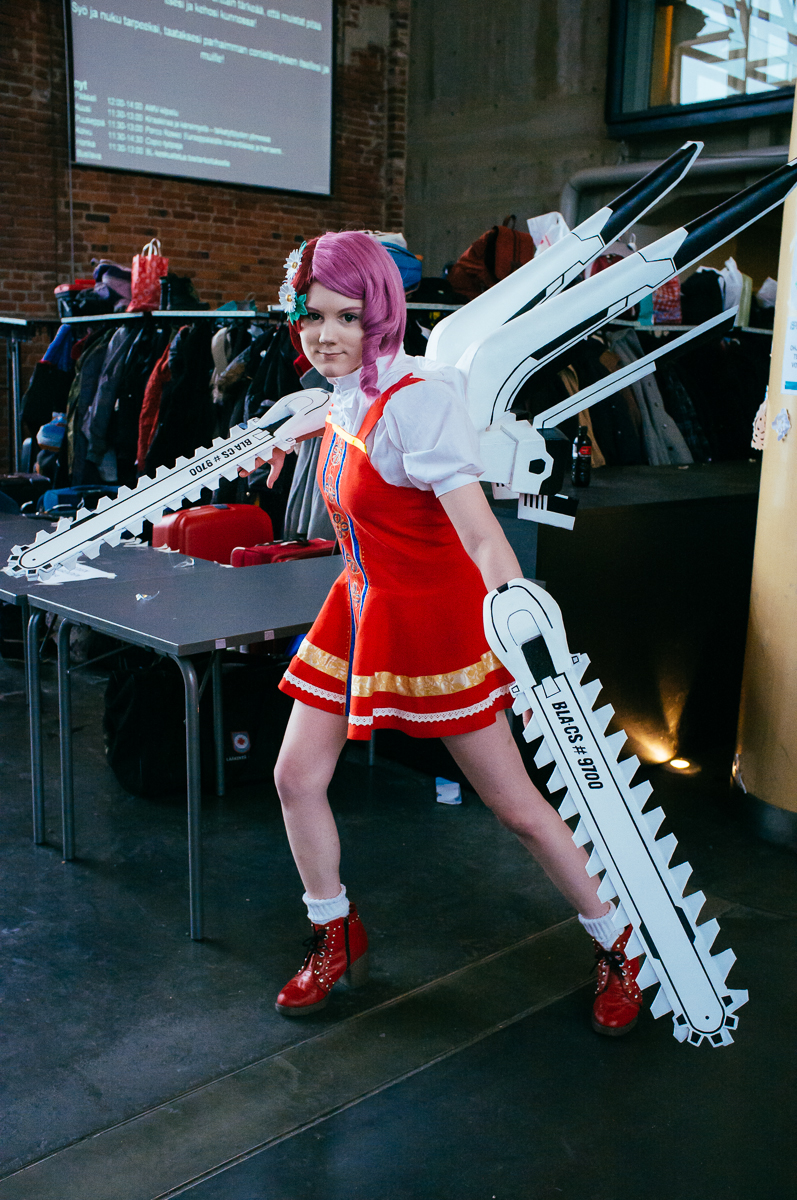
Косплей Алисы Босконович в её альтернативном костюме из Tekken 6

Алиса Босконович — девушка с розовыми волосами и зелёными глазами, говорит в очень вежливой манере. Она была создана для защиты Дзина Кадзамы и служит ему во время своего путешествия. Кацухиро Харада описывает её как «робота, созданного по образу дочери доктора Босконовича». Тем не менее, в кампании игры она демонстрирует эмоции и ведёт себя как человек.
Алиса появляется в одной из главных ролей в эксклюзивном для консольных версий режиме «Кампания» в Tekken 6. После активации, которая произошла после неудачного налёта на лабораторию доктора Босконовича в России, она присоединяется к Ларсу Александерссону в его попытках вернуть себе потерянные воспоминания (которые пропали по причине произошедшей у него амнезии из-за событий в лаборатории). В этом режиме игры она находится под управлением искусственного интеллекта (если игрок не хочет играть за Ларса и выбирает Алису, то уже Ларс управляется искусственным интеллектом). Она помогает Ларсу (или тому, кого выбрал игрок для использования в режиме «Кампания») сражаться с врагами и имеет систему искусственного интеллекта, которая прокачивается во время игры в этом режиме. В финале режима выясняется, что она на самом деле гиноид, который служит Дзину Кадзаме в качестве телохранителя и средства для наблюдения происходящих в мире событий. Также она ведёт журнал, который постоянно обновляет, записывая туда события, которые с ней происходят во время путешествия с Ларсом, и добавляя личные заметки о происходящем. В финале Дзин приказывает ей отключить безопасный режим (в том числе её личность и запрограммированное поведение) и атаковать Ларса. После застоя во время битвы с Ларсом она улетает в пустыню, чтобы присоединиться к Дзину. Когда Ларс приходит к храму Азазеля, она нападает на него ещё раз, где на этот раз она, в конечном счёте, побеждена и отключается. Он спасает её тело и относит в корпорацию робототехники Violet Systems, управляемую Ли Чаоланом, для починки. Последняя запись журнала Алисы свидетельствовала о том, что она была починена.
В Tekken 7 после починки тела Алисы Ли Чаолан запустил её систему, но выяснилось, что её память была повреждена, и после воссоединения её головы с телом она определила Ли Чаолана как подозрительного и напала на него. Победив Алису в схватке (игрок играет за Ли Чаолана), Ли Чаолан починил её память. Вскоре в корпорацию вторглись бойцы отряда Тэккэн Сю, которых Алиса и Ли Чаолан (игрок играет за обоих по очереди) обезвредили. Облачив Алису в новый металлический костюм, Ли Чаолан отвёл её к Ларсу, которого она очень хотела увидеть. После их встречи в корпорацию снова вторгся отряд Тэккэн Сю, чтобы похитить находящегося в корпорации без сознания Дзина. Алиса попыталась помешать отряду, но на неё напала Нина, возглавляющая операцию по похищению, которая победила Алису (игрок играет за Алису), выбив её из здания гранатой. Нина попыталась похитить Дзина, но Алиса снова помешала, вступив с Ниной в ещё одну схватку (игрок играет за Алису) и победила её. После победы Алиса увела Ларса из здания корпорации, которое Ли Чаолан взорвал после того, как увёл из него Дзина на вертолёте отряда Тэккэн Сю. В финале Алиса, Ларс, Ли Чаолан и Дзин объединяются перед схваткой с Кадзуей, убившего Хэйхати.
В Tekken 8 Алиса присоединяется к армии Иггдрасиль и получает звание капитана. Она воссоединяется со своим отцом-создателем доктором Босконовичем, который высылает в её программу последние обновления с усовершенственной боевой системой и отменой функции защиты Дзина Кадзамы. Алиса охраняет ослабшего Дзина, который пытается восстановить силы и вернуть свою дьявольскую силу. Позже коалиция, созданная из армии Иггдрасиль, «Лучников Сириуса», Специальных сил ООН и Violet Systems, планирует отправить Алису принять участие в качестве бойца в новый восьмой турнир «Король Железного кулака», организованный Кадзуей, но Дзин принимает решение принять в нём участие сам, а Алиса отправляется туда следить за обстановкой и докладывать в Центр. Алиса участвует в коллективной атаке коалиции на Дьявола Кадзую, получившего силу Азазеля. В войне коалиции против армии корпорации G в Якусиме  Алиса выступает в роли штурмана, а также вступает в бой с одним из усовершенствованных моделей серии «Джек» — Джеком-8 (игрок играет за Алису), и побеждает его. После боя Джек-8 быстро восстанавливается и снова пытается атаковать Алису, после чего на него нападают Лили и Асука и обезвреживают. В дальнейшем Алиса наряду с другими соратниками появляется в воспоминаниях Дзина во время его финальной схватки с Кадзуей, в которой Дзин побеждает.
Кроме основных игр серии Алиса также появляется в Tekken 3D: Prime Edition, а также неканонической Tekken Tag Tournament 2, в которой в концовке (а также в концовке Панды и Михару) развивается её дружба с Лин Сяоюй, впервые показанная в анимационном фильме Tekken: Blood Vengeance. Вне серии Tekken она (вместе с Ларсом) появляется как играбельный персонаж в кроссовере Street Fighter X Tekken, и доступна через загружаемый контент. Она также появляется как помощник в тактической ролевой игре-кроссовере Project X Zone, где также появляются другие персонажи из серии Tekken: Дзин, Сяоюй и молодой Хэйхати Мисима.

### В других медиа

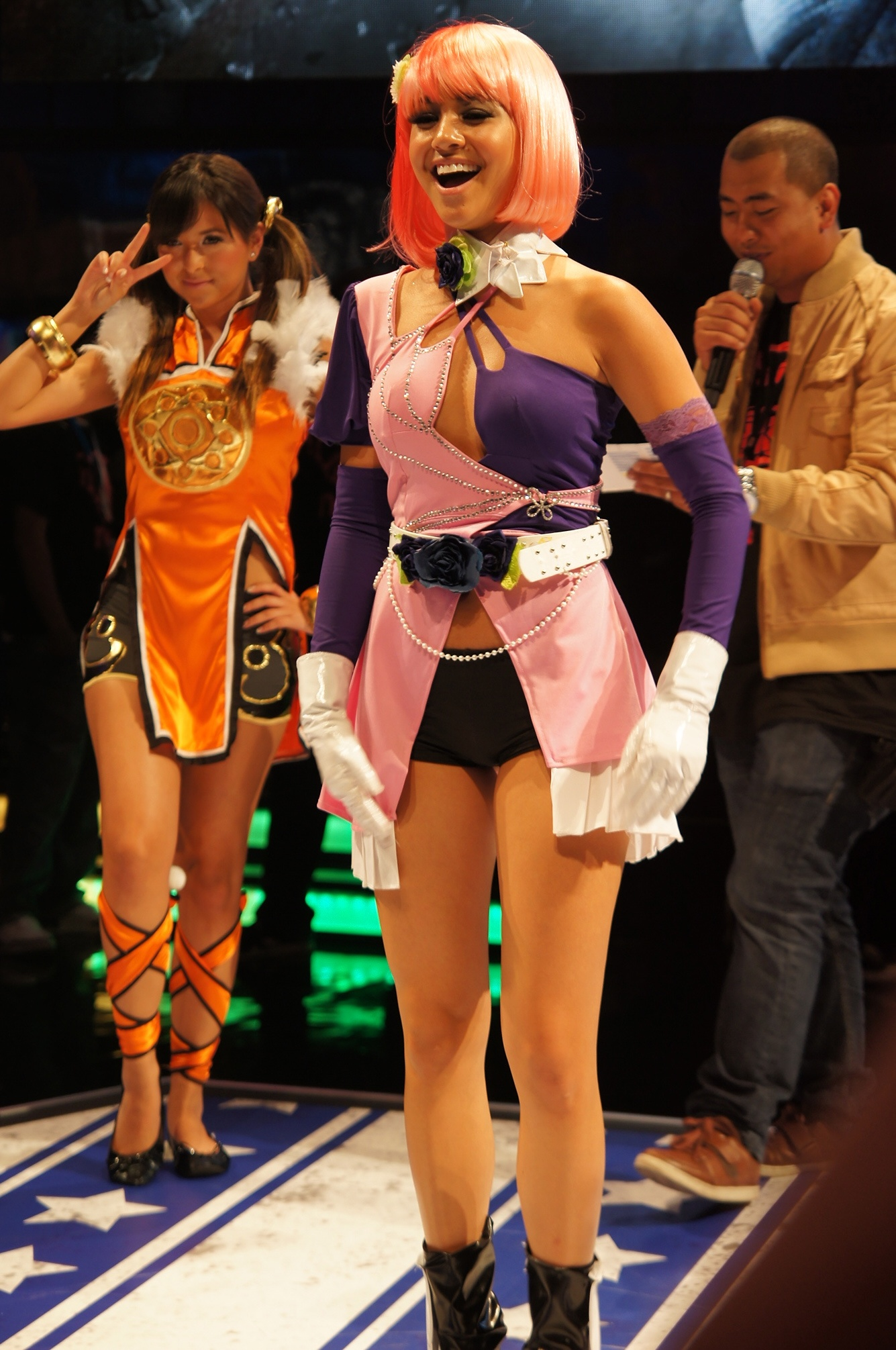
Мишель Балли в образе Алисы Босконович на презентации Tekken Tag Tournament 2 на E3 2012

Алиса является одной из главных героев в анимационном фильме Tekken: Blood Vengeance, где появляется в качестве студентки в Киотской Международной школе и дружится с Лин Сяоюй, но скрывает тот факт, что она робот. Она действует по приказу Дзина — найти Сина Камию, как и Сяоюй, которую насильно заставила приступить к поискам Анна Уильямс.
Позже Лин спасает её из засады, устроенной Анной, и Алиса присоединяется к ней в поиске правды об экспериментах с M-клеткой, проведённых на студентах школы Мисима. На протяжении всего фильма она начинает развивать чувство человечности, благодаря которому даже после поломки и действия режима ожидания она «оживает» благодаря чувствам к Сяоюй.
Во время финальной битвы между Хэйхати и Дьяволом Дзином серьёзно повреждённая Алиса, жертвуя собой, отвлекает Хэйхати выстрелами в него своими руками-ракетами, позволяя Дзину победить его. В конце концов Дзин включает её, а в сцене после финальных титров она показана полностью восстановленной и обсуждающей с Сяоюй планы о вступлении в турнир Tekken. Алиса появляется в игровом короткометражном фильме Tekken Tag Tournament 2. Роль Алисы исполнила Амандин Деспрес. Также появляется в презентационном ролике «Girls Power», посвящённом предстоящему выходу Tekken Tag Tournament 2. Роль Алисы исполнила Мишель Балли.
Появилась в манге 2009 года Tekken Comic от Shueisha. По сюжету манги Алиса, также являясь телохранителем Дзина Кадзамы, по его приказу пришла в Осаку, чтобы убить Асуку из-за того, что та ранее бросила вызов Дзину на турнире, но вскоре Алиса передумала и покинула город. В предпоследней главе она встала между Дзином и Кадзуей в назревающей битве между ними. В финальной главе она вывела из строя спутники корпорации G и империи «Мисима», чтобы помочь Дзину остановить войну, объявив временное перемирие с Кадзуей.
В комиксе Tekken: Blood Feud от Titan Comics, вышедшем в 2017 году, главным героям противостояла армия прототипов роботов, сконструированных на основе устройства и внешнего вида Алисы. Роботы принадлежали Хэйхати и были созданы в противовес Джекам из корпорации G. По сюжету, до событий в комиксе Алиса разуверилась в Дзине и присоединилась к Хэйхати, позволив ему создать прототипы по своему подобию. В третьей главе роботы вступили в схватку с Ниной, Сяоюй, Ёсимицу, Полом, Пандой и Дзином, которые пытались добыть информацию в лаборатории дзайбацу «Мисима», который возглавляет Хэйхати. Победив роботов, герои добыли голову одной из Алис и попытались взломать её компьютерную систему, но не смогли.
Алиса также появилась в трейлере Tekken Tag Tournament 2 — Power Girl, показанном на Comic-Con в 2012 году. Роль Алисы исполнила Мишель Балли. В 2012 году фирма Kotobukiya выпустила фигурку с Алисой, в честь выхода игры Tekken Tag Tournament 2.

## Восприятие
В GameSpot похвалили персонажа, отмечая нестандартные методы её борьбы, делающие её самым забавным персонажем в игре. В издании отметили, что она является самым интересным персонажем в Tekken 6. Рецензент издания похвалил разработчиков за удачную работу над балансом, обратив внимание на то, что Алиса, будучи роботом, со своими боевыми возможностями должна была намного превосходить других персонажей. В IGN заявили, что персонаж и её методы борьбы выглядят очень нелепыми, но в хорошем смысле, так как от игры за неё игрок получит удовольствие. В 1UP.com отметили её сексуальный внешний вид и назвали «крутейшим новым персонажем Tekken, появившимся за последние годы», за которую «ужасно весело играть». В GameZone отметили, что Алиса двигается как «игривый ребёнок», постоянно пытаясь скрыть, что она робот, и её секрет всякий раз раскрывается, когда её части тела отделяются и бьют противника. В издании назвали её атаки разрушительными, но обратили внимание на то, что у неё есть несколько приёмов, подобных Сяоюй, которые беспрепятственно наказываются противником. В PlayStationLifeStyle.net заявили, что Алиса является единственным новым персонажем в Tekken 6, за которого интересно играть, поскольку она выделяется среди остальных своими «забавными приёмами». Extreme Gamer заявил, что Алиса является наиболее интересным из новых персонажей в Tekken 6 из-за её механических крыльев, атак пилами и отсоединяющимися частями тела. В Video Games Daily посчитали такие её способности странными «даже для игры, где медведи дерутся с кенгуру». На сайте Team Xbox критики отметили, что момент, когда Алиса использует голову в качестве оружия, получился самым забавным моментом во франшизе Tekken. В CinemaBlend назвали её одним из самых странных персонажей из-за её дезориентирующих атак, осложняющих попадание по ней ударов. В издании посчитали её достойной заменой доктору Босконовичу по своему необычному боевому стилю. В VideoGamer.com назвали её «сексуальным киборгом в чулках». Критик издания думал, что её ракеты запускаются из её груди. Он отметил, что в отличие от других эксцентричных персонажей Tekken, которые в первых играх серии были списаны с Virtua Fighter, Алиса выглядит показателем того, как развивалась игра на протяжении многих лет, в которой появлялись боги, дьяволы, животные и даже растения. В другом обзоре издания отметили, что Алиса на первый взгляд выглядит слишком мощной, но при детальном рассмотрении становится понятно, что у неё не хватает полезных комбо, необходимых для длительной за неё игры. В Berserker Game заявили, что приёмы Алисы — самые динамичные, которые они видели в 3D-файтингах.
В GameFocus отрицательно отозвались о персонаже, назвав её «рванью». В российском Absolute Games назвали Алису «девочкой-киборгом в неглиже» и посетовали на её слабую эффективность в режиме «Кампания». GameSpy назвали боевой стиль Алисы «диким», а её костюм — «полным абсурдом». Критики отметили противоречие между её мягким образом и агрессивным боевым стилем.
Внешность Алисы также была во внимании критиков. В NZGamer заявили, что она «милая, как куколка», но у неё «странный несочетающийся наряд». В Giant Bomb отметили, что для робота Алиса довольно милая. В российском GameTech назвали Алису роботом-трансформером с внешностью «альпийской пастушки». В Game Revolution сравнили Алису с роботом-андроидом KOS-MOS из ролевой игры Xenosaga от Namco. В GamesRadar её сравнили с Пиноккио из-за её желания казаться человеком. В Attack of the Fanboy похвалили новый костюм Алисы в Tekken 7: Fated Retribution и сравнили с костюмом Айгис из Shin Megami Tensei: Persona 3.
В список «12 поединков, которые мы хотим видеть в Street Fighter X Tekken», созданный сайтом GamesRadar в преддверии выхода кроссовера, включён поединок между Алисой и Дзюри, которых назвали идеально подходящими для поединка между роботами, несмотря на то, что Дзюри в большей степени является человеком. В обзоре персонажей Street Fighter X Tekken GamesRadar назвал Алису «одной из главных звёзд франшизы». Game Informer включил Алису в список самых нелепых персонажей Tekken Tag Tournament 2, назвав её «глупой феей-роботом». В издании раскритиковали разработчиков за поверхностный подход к созданию персонажа. Журнал Complex включил Алису в список самых безбашенных вымышленных русских персонажей в играх. Алиса заняла 3 место в списке самых свирепых персонажей-женщин в файтингах по версии Gamenguide. Согласно опросу Namco Bandai Games, Алиса заняла 7 место среди самых ожидаемых персонажей Tekken в будущей игре Tekken X Street Fighter, набрав 12,09 % голосов. Вошла в список 9 лучших персонажей Tekken 7 для новичков по версии Kotaku. В издании отметили эффективность её ударов с дистанции, широкие возможности уклонения от ударов и быстрый разрыв дистанции.